# Intoxicație

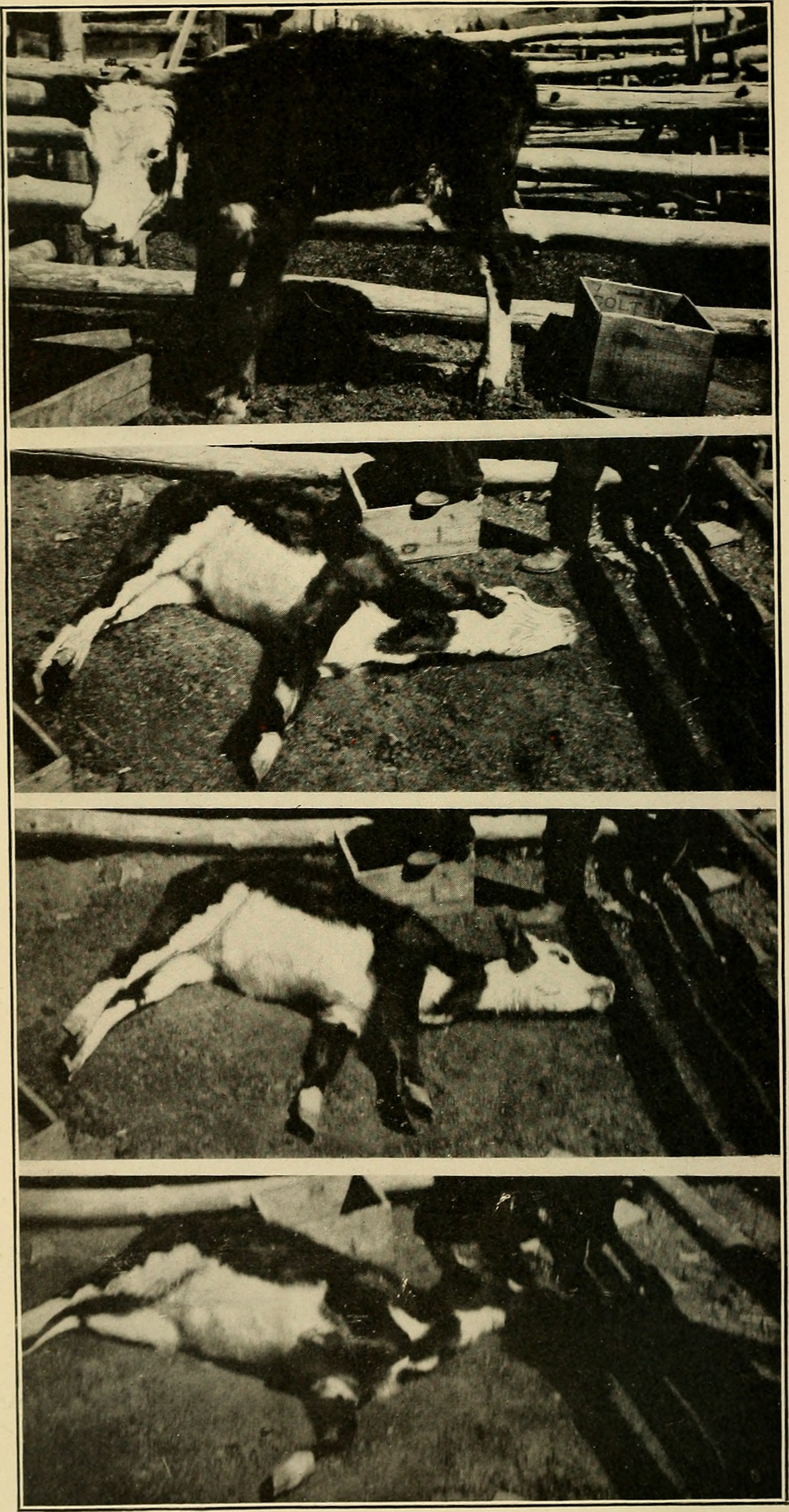
Intoxicație la animale

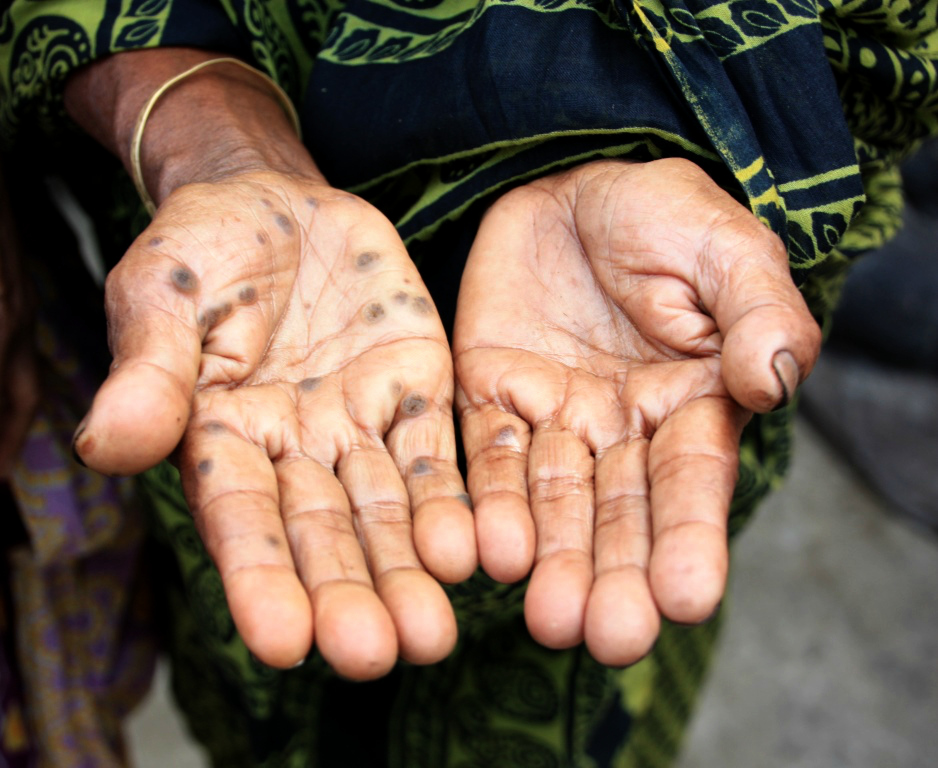
Simptome vizibile ale intoxicației cu arsen în urma expunerii la acest metal

Intoxicația (otrăvirea) este o stare patologică, fiind un rezultat al acumulării unor substanțe toxice în organism. Acestea pot să fie după origine intoxicații exogene, când toxicul provine din afara organismului, sau intoxicații endogene, când substanțele toxice sunt produse în anumite stări patologice în organism. O intoxicație în general se manifestă prin amețeli, dureri de cap, confuzie, hiperventilație (respirație rapidă), crampe, slăbiciune, emeză, diaree, putând fi însoțite de diferite colorări a pielii sau mucoaselor, ca în cazul saturnismului sau a icterului. Frecvent, intoxicațiile se produc prin inhalarea, ingestia sau absorbția cutanată, prin piele, a toxinelor. Știința care se ocupă cu studiul simptomelor, mecanismelor de acțiune toxică, diagnosticului și tratamentului intoxicațiilor se numește toxicologie.

## Tipuri
Există o serie de clasificări și forme ale intoxicațiilor printre cele mai importante se pot aminti, intoxicațiile alimentare, cele medicamentoase, alcoolice, sau poliintoxicații.

### Expunere acută și cronică
Atunci când un organism viu este expus la o toxină, simptomele care urmează contactului se dezvoltă în strânsă legătură cu gradul de expunere (relație doză-efect). Formele de intoxicație depind de cantitatea sau gradul de toxicitate a substanțelor nocive ajunse în organism. Una dintre cele mai frecvente intoxicații, este intoxicație alimentară, care este o stare patologică acută care apare în urma consumului unor alimente alterate, infectate cu anumiți agenți patogeni sau impurificate cu substanțe toxice. Se deosebesc intoxicații alimentare microbiene, intoxicații alimentare nemicrobiene și intoxicații alimentare cu etiologie necunoscută.
Toxicitatea acută constă în expunerea unui organism viu la o toxină o dată sau de mai multe ori pe parcursul unei perioade scurte, simptomele manifestându-se în termen de 14 zile de la administrare.
După modul de evoluție a intoxicației, sunt forme supraacute sau acute, când intoxicația duce la moarte (exitus), în câteva minute sau zile și intoxicații cronice ce durează ani. 
Toxicitatea cronică implică expunerea unui organism viu la o toxină în mod repetat, pe o perioadă îndelungată de timp, în timp ce simptomele apar fie treptat, fie după o perioadă latentă îndelungată. Intoxicația cronică apare cel mai frecvent în urma expunerii la toxine care se bioacumulează sau sunt biomagnificate, precum mercurul, gadoliniul, cadmiul și plumbul.

## Tratament
Solicitarea asistenței medicale este recomandată în cazul suspiciunii expunerii unui individ la o anumită toxină.  Anumite informații sunt critice pentru personal medical, spre exemplu vârsta pacientului, greutatea și orice alte medicamente pe care le-ar putea administra, precum și simptomele bolii. Este importantă decelarea toxinei ingerate, cantitatea și timpul trecut de când pacientul a fost expusă la aceasta. Dacă este posibil, este de ajutor identificarea flaconului de medicament, ambalajul sau alt recipient suspect găsit în apropierea pacientului intoxicat.
Tratamentul intoxicațiilor depinde de substanța la care este expus pacientul și este foarte variabil. În funcție de tipul de intoxicație, unele măsuri de prim ajutor pot fi foarte folositoare. Tratamentele cele mai comune includ administrarea de cărbune activ, inducerea vărsăturilor și diluarea sau neutralizarea toxinei.
De multe ori, tratamentul este și simptomatic (de exemplu, în convulsii se administrează diazepam sau în cefalee analgezice). În cazuri specifice, se poate administra un antidot, precum este cazul intoxicațiilor cu mercur în care se utilizează agenți chelatori precum dimercaprol sau DMSA (dimercaptosuccinat) / DMPS (dimercaptopropansulfonat).